# Johann Jacob Schäfer
Johann Jacob Schäfer (* 11. Oktober 1813 in Mengshausen im Landkreis Hersfeld-Rotenburg; † 7. Dezember 1883 ebenda) war ein deutscher Bürgermeister und Mitglied des kurhessischen Kommunallandtags.

## Leben
Johann Jacob Schäfer war ein Sohn des Landwirts Philipp Schäfer und dessen Ehefrau Christine Caroline Hebig.
Er bekleidete in seinem Heimatort das Amt des Bürgermeisters und wurde am 13. Oktober 1877 zum Abgeordneten des kurhessischen Kommunallandtags gewählt. Wahlberechtigt waren 3.558 Personen; von den 1.501 abgegebenen Stimmen erhielt Schäfer 584.
So war er von 1878 bis 1882 Vertreter der Landgemeinden des Kreises Hersfeld im Landtag des preußischen Regierungsbezirks Kassel, wo er Mitglied des Legitimationsprüfungsausschusses war.